# Lo Catalanista
Lo Catalanista era un setmanari catalanista redactat en català i publicat a Sabadell des del 4 de setembre de 1887 fins al 16 de febrer de 1902. El director fou Antoni de P. Capmany.
Va començar a publicar-se setmanalment, cada diumenge, des del 4 de setembre de 1887. Deu anys després, el 1897, es va decidir que passés a ésser una publicació diària, però acaba morint, per la situació política d'Espanya, a principis del segle xx, després d'una darrera etapa curta de periodicitat setmanal. Es tractava, com deia el subtítol, d'un setmanari (o diari) defensor dels interessos morals i materials de Catalunya. És a dir, era una publicació totalment catalanista que volia defensar els drets dels sabadellencs en particular i dels catalans en general davant del sistema espanyol.
Els seus col·laboradors es vincularen a la Lliga de Catalunya i més tard s'integraren a la Unió Catalanista, de la que en foren el portaveu a Sabadell. Els més destacats foren Àngel Guimerà, Claudi Omar, Lluís Domènech i Montaner, Josep Puig i Cadafalch, Enric Prat de la Riba, Francesc Matheu, Apel·les Mestres, Jacint Verdaguer, juntament amb escriptors sabadellencs, com Pau Colomer, Pere Muntanyola i Carner i Manuel Folguera i Duran.

## Origen i ideologia
El número 1 apareix el 4 de setembre de 1887. Apareix en una època convulsa en la que, més enllà del conflicte entre Catalunya i Espanya, es produeix un problema dins d'un catalanisme que es vol obrir una mica i desguarnir tot allò pel que s'estava lluitant. És per això que es produeix la dissolució del Centre Català de Sabadell, la qual cosa obliga a construir un centre Català independent que realment lluita pels interessos dels sabadellencs i dels catalans. Aquesta és una part del programa de la publicació en el primer exemplar de Lo Catalanista: 
El programa «es ben concret y vé indicat en lo mateix títol del periódich. Defensar á la Regió Catalana en tot y per tot, vetllar per sa dignitat, per sos interessos y sos drets que considerém los mes sagrats del món, propagar son expressiu y categórich llenguatge que'ns sembla'l mes armoniós que existeix, despertar sas gloriosas tradicións históricas que á tants héroes y sabis han inmortalisat y enaltir finalment sa llegislació en lo que té de característica y apropiada á sas morigeradas y patriarcals costums. Es á dir; fer catalanisme».
A continuació, el programa explica que es vol lluitar per un objectiu: que cada regió pugui disposar dels seus béns quan i com ho consideri oportú. En aquest sentit, en aquest discurs inicial signat per Valentí Almirall, es vol deixar clar que aquest periòdic no té res a veure amb el partit federalista de Pi i Margall i tampoc amb els carlins, perquè tots dos són centralitzadors. Lo Catalanista era afí a la Lliga de Catalunya (5 de novembre de 1887), la qual es proposa defensar els interessos morals, polítics i econòmics de Catalunya i modificar la legislació per aconseguir-ho. Molts dels col·laboradors de Lo Catalanista formaren part de la Lliga de Catalunya.

## Trajectòria
Lo Catalanista passa per diverses etapes durant els més de deu anys que surt periòdicament al carrer. Es poden agafar diversos barems per tal de definir-les, però el més convenient és el del pas de setmanari a diari i el de la suspensió i posterior renaixement en format original, de setmanari. Així doncs, la primera etapa comprèn des del primer número, el 4 de setembre de 1887, fins al 17 d'octubre de 1897. En aquesta data, amb motiu del desè aniversari (número 483) s'anuncia que la publicació passarà a ésser diària. L'objectiu és seguir amb la propaganda patriòtica. A l'editorial reitera el programa del 1887 i afegeix: «Baix tal concepte los nostres esforsos se dirigiràn à alcansar la Autonomia de Catalunya que desitjèm junt ab la de les altres regions d'Espanya. Que cada una d'ellas puga administrarse lliurement sos respetius béns, fomentantse las sevas fonts de riquesa en proporció à sa conveniencia i necessitat, y valerse de sa propia llegislació y usar son natural llenguatge y disposar de tots aquells ressorts interiors exclusivament seu que pugan afavorar en un o altre sentit son floreixement y son benestar.»
El diari dura fins al 15 de maig de 1898 (número 653) quan, sota el títol ‘A reveure’, s'informa als lectors que la publicació, malgrat estar en un bon moment, s'ha de suspendre temporalment per la situació política i econòmica a Espanya. El país es troba en una crisi considerable i immers en dues guerres colonials, per la qual cosa es decreta l'estat de guerra a Espanya i ningú s'atreveix a aixecar la veu. Aquests fets provoquen el tancament provisional de Lo Catalanista. De totes maneres, encara apareixen alguns números extraordinaris en els mesos següents fins que es decideix, quan s'ha calmat la situació, tornar a publicar el periòdic però com en els orígens, de manera setmanal. L'últim número de Lo Catalanista és el 704, aparegut el 16 de febrer de 1902.

## Característiques formals
El diari va presentar el seu programa en el primer número i va deixar clara la seva ideologia, així com els objectius que perseguia. Pel que fa a les característiques formals del periòdic, tenia 16 pàgines en format setmanari (amb alguna excepció de 8 pàgines) i va passar a 8 pàgines en format diari (amb alguna excepció de 4 o 24 pàgines). La publicació estava escrita a una columna, amb pàgines numerades en la part superior i amb ús de negreta i majúscula pels títols. En el text, s'aprecien dues maneres d'escriure: una més ampla, amb un cos de lletra més gran i les línies espaiades, i una amb la lletra més junta, més petita, més concentrada. Això succeeix per donar-li un aire de netedat en els textos literaris o per encabir-hi més informació, en les seccions com ‘Política’ o ‘Novas'. S'utilitzen les cursives per marcar alguns mots, així com els filets i els titulars per canviar de tema o de secció.
Lo Catalanista va tenir tres capçaleres. La primera, en majúscula i totes les lletres igual de grans en família tipogràfica garalda. Va ser la que titulà la publicació des del principi fins al número 269. En el número 270 es va estrenar capçalera, amb les lletres igual de grans (l'article Lo era lleugerament més reduït) i en majúscula, però molt carregades i al costat d'un escut. Finalment, a partir del número 338 es deixa la capçalera definitiva, amb les inicials amb majúscula però la resta del text en minúscula. Tot en negreta però més agraït pel lector. Precisament a partir d'aquest darrer canvi de capçalera s'inaugura la representació administrativa a Barcelona del diari a la Llibreria Àlvar Verdaguer de la Rambla del Mig, 5.
A la primera plana sempre hi ha una denúncia, una esquela o un relat literari. Pel que fa a les seccions n'hi ha dues de fixes, que són la política i la dels anuncis, i d'altres de variables, com ‘Novas', ‘Secció religiosa’ o ‘Secció literària’, que neix amb el canvi de format de setmanari a diari. Els anuncis comencen apareixent en les dues darreres pàgines, però alguns d'ells acaben en portada, sobretot els culturals, amb llibres o calendaris que es poden adquirir en benefici del Centre Català i del diari. Les esqueles guanyen protagonisme amb el pas dels números també a la portada. De la publicació manca dir que mostra la primera i única imatge (tot i que repetida en més d'un número) a l'exemplar 512 i es tracta d'un piano, mentre que a partir del número 488 el lector ja pot gaudir de taules amb diferents estadístiques o horaris.
Cal tenir en compte que els preus de subscripció van variar entre el setmanari i el diari. En setmanari: Sabadell, 2 rals al mes; Fora de Sabadell, 8 rals per trimestre; un número sol, 1 ral al trimestre. Amb el diari: 1 pesseta al mes per Sabadell y 3,50 al trimestre per fora de Sabadell.
Lo Catalanista tingué diverses adreces. Primer, la Direcció, Redacció i Administració es trobaven a Travessera de la Rambla, 12, Sabadell, mentre que la impremta era la Imprenta y Litografía de Joan Comas Faura, carrer de Capmany 18, Sabadell (posteriorment anomenada Imprenta y Encuadernaciones). En els anys posteriors, la Direcció, Redacció i Administració es desplacen al Carrer de les Tres-Creus, 9, Sabadell i Carrer de Capmany, 18. Així mateix, Direcció, Redacció i Administració i també la impremta marxen al Carrer de Madoz, 31 i 35, i Sol, 134, de Sabadell (1890). El 1888 ja disposen de telèfon. Després també canvien a Carrer Colomer, 24, Sabadell; Carrer de Les Valls, 23, de Sabadell, i Calderón, 36, amb un canvi d'impremta a la de Pere Tugas. També es pateix l'externalització de l'administració, que passa a la Plaça de Sant Roc, 11. Finalment, després de la suspensió i el retorn als orígens, tot torna on va començar, al Carrer Travessera de la Rambla, 9, però amb la Impremta i Enquadernacions P. Tugas de Sabadell.

## Directors
- Antoni de Paula Capmany i Borri (1887-1902)[1]

## Plomes destacades

### Redactors i col·laboradors
Els seus col·laboradors procedien de la Unió Catalanista i s'integraren més tard a la Lliga de Catalunya. També alternaven amb escriptors sabadellencs:
- Agnès Armengol de Badia
- Dolors Monserdà de Macià
- Joaquim Ayné Rabell
- Bonaventura Bassegoda
- Antoni Bori Fontestà
- Víctor Brossa Sagerman
- Joaquim Cabot Rovira
- Josep Calonge
- Antoni de Paula Capmany
- Jaume Collell
- Josep Cortils Vieta
- Modest Duran Folguera
- Joan Freixa Cos
- Josep Got Anguera
- Angel Guimerà
- Francesc Matheu
- Ernest Moliné Brasés
- Jaume Novellas de Molins
- Joan Pons Massaveu
- J. Puig Cassanyas
- Manel Ribot Serra
- Joaquim Riera Bertran
- Rafel Sales
- Pau Sans Guitart
- Eduard Toda
- Jacinto Torres Reyató
- Jacint Verdaguer
- Jaume Vinyals Monclús
- Claudi Omar
- Lluís Domènech i Montaner
- Josep Puig i Cadafalch
- Enric Prat de la Riba
- Pau Colomer
- Pere Muntanyola
- Manuel Folguera i Duran
- Teodor Llorente
- Valentí Almirall
- Ferran Alsina
- Manel Rocamora
- Joan Gubern i Fàbregas
- Josep Yxart
- Josep Pin Soler
- Apel·les Mestres
- Joseph Cirera Sampere
- M. Pi Marquet